# Glenea johnstoni
Glenea johnstoni é uma espécie de escaravelho da família Cerambycidae. Foi descrito por Charles Joseph Gahan em 1902.  É conhecida a sua existência em Uganda, Camarões, e a República Democrática do Congo.

## Subespecie
- Glenea johnstoni germaini Breuning, 1965
- Glenea johnstoni johnstoni Gahan, 1902